# إكسزيبيت
إكس زيبيت (بالإنجليزية: Xzibit) الاسم الحقيقي هو الفين ناثانييل جوينر Alvin Nathaniel Joiner ولد عام 1974 في ميتشيغان في الولايات المتحدة الأمريكية.
ممثل ومغني راب أمريكي aidv ،بدأ مشوارة في لوس أنجلوس مع فرقة Likwit Crew واستمر بالعيش هناك لقاء مبالغ طائلة من المنتجين، ازدادت شهرتة مع الأيام خصوصا بعد انضمامة إلى دكتور دري وسنوب دوق في كثير من الأغاني وبعد تمثيلة عدة أفلام، كما اداع في برنامج بيمب ماي رايد pimp my ride الدي تبثه قناة إم تي في MTV واشتهر به وبسياراته

## ألبومات وأعمال موسيقية
- At The Speed Of Life (عام 1996)
- Forty Dayz & Forty Nightz (عام 1998)
- Restless (عام 2000) - platinum
- Man Vs. Machine (عام 2002) - gold
- Weapons of Mass Destruction (عام 2004) - gold
- Full Circle (عام 2006)

## أفلامه
- 8 Mile
- 2004 Full Clip
- 2005 Derailed
- 2005 XxX 2: State of the Union
- دور «وين» WAYNE في فيلم المغسلة 2001

## روابط
- Official Fan Site
- Xzibit Audio Clips
- Xzibit Video Clips
- Official website

## روابط خارجية
- إكسزيبيت على موقع IMDb (الإنجليزية)
- إكسزيبيت على موقع ألو سيني (الفرنسية)
- إكسزيبيت على موقع ميوزك برينز (الإنجليزية)
- إكسزيبيت على موقع أول موفي (الإنجليزية)
- إكسزيبيت على موقع إن إن دي بي (الإنجليزية)
- إكسزيبيت على موقع أول ميوزيك (الإنجليزية)
- إكسزيبيت على موقع ديسكوغز (الإنجليزية)
- إكسزيبيت على موقع ديسكوغز (الإنجليزية)
- إكسزيبيت على موقع قاعدة بيانات الفيلم (الإنجليزية)